# Rosío
Rosío es una localidad y una Entidad Local Menor situada en la provincia de Burgos, comunidad autónoma de Castilla y León (España), comarca de Las Merindades, partido judicial de Villarcayo, ayuntamiento de Medina de Pomar.

## Situación
Está situada 10 km al este de la capital del municipio, Medina de Pomar, en la carretera local  BU-V-5515  entre Salinas de Rosío y Villalacre. 

### Comunicaciones
- Carretera:

Se accede partiendo desde el cruce de El Olvido  N-629  en Medina tomando la carretera autonómica  BU-551  hasta La Cerca donde en el cruce giras a la izquierda tomando la carretera provincial  BU-V-5515  dirección Castrobarto (en el cruce con la carretera autonómica  BU-552 ), Rosío es el segundo pueblo por el que te encuentras, pasando Salinas.

## Demografía
En el censo de 2021 contaba con 15 habitantes.

## Historia
Lugar perteneciente a la Junta de la Cerca , una de las seis en que se subdividía la Merindad de Losa en el Corregimiento de las Merindades de Castilla la Vieja, jurisdicción de realengo con regidor pedáneo.
A la caída del Antiguo Régimen queda agregado al ayuntamiento constitucional de Junta de la Cerca , en el partido de Villarcayo perteneciente a la región de Castilla la Vieja , para posteriormente integrarse en su actual municipio de Medina de Pomar.